# Fay-les-Étangs
Fay-les-Étangs é uma comuna francesa na região administrativa de Altos da França, no departamento de Oise. Estende-se por uma área de 8,47 km². Em 2010 a comuna tinha 478 habitantes (densidade: 56,4 hab./km²).